# Dostuk (Landgemeinde)
Dostuk (kirgisisch Достук айыл аймагы) ist eine Landgemeinde (ajyl aimagy) im Rajon Naryn des Gebiets Naryn in Kirgisistan. Sie besteht aus einem Dorf, Dostuk. Dostuk war bis 2012 als Siedlung städtischen Typs klassifiziert. Bei der Herabstufung zum Dorf wurde die gleichnamige Landgemeinde mit dem einzigen Bestandteil Dostuk gegründet. Das Verwaltungszentrum ist das einzige Dorf Dostuk. Im Jahr 2009 hatte Dostuk 750 Einwohner. Bis 2021 wuchs die Bevölkerung auf 815 Einwohner.